# Monnet-la-Ville
Monnet-la-Ville é uma comuna francesa na região administrativa de Borgonha-Franco-Condado, no departamento de Jura. Estende-se por uma área de 6,19 km². Em 2010 a comuna tinha 353 habitantes (densidade: 57 hab./km²).